# Örebro läns södra valkrets
Örebro läns södra valkrets var i riksdagsvalen till andra kammaren 1911–1920 en egen valkrets med fyra mandat. Valkretsen avskaffades vid valet 1921 då hela länet bildade Örebro läns valkrets.

## Riksdagsmän

### 1912–vårsessionen 1914
- Ivan Svensson, lmb (1912)
  - Lars Erik Gustafsson, lmb (1913–1914)
- Gustaf Forsberg, lib s (1912–1913)
  - Gustaf Adolf Eklund, lib s (vårsessionen 1914)
- Gustaf Olofsson, lib s
- Edvard Uddenberg, s

### Höstsessionen 1914
- Lars Erik Gustafsson, lmb
- Gustaf Adolf Eklund, lib s
- Gustaf Olofsson, lib s
- Edvard Uddenberg, s

### 1915–1917
- Lars Erik Gustafsson, lmb
- Gustaf Adolf Eklund, lib s
- Gustaf Olofsson, lib s
- Edvard Uddenberg, s

### 1918–1920
- Edvard Hedin, lmb
- Gustaf Adolf Eklund, lib s (1918–19/3 1919)
  - Carl Molin, lib s (20/3 1919–1920)
- Petrus Ödström, lib s
- Edvard Uddenberg, s

### 1921
- Torsten Thorsell, lmb
- Petrus Ödström, lib s
- Ivar Jansson, s
- Edvard Uddenberg, s